# Arsinoé II
Pour les articles homonymes, voir Arsinoé.
Arsinoé II Philadelphe (en grec ancien Ἀρσινόη Φιλάδελφος / Arsinoé Philadelphos) est une reine d'Égypte, de Macédoine et de Thrace. Elle est la fille de Ptolémée Ier et de Bérénice Ire. Elle est née vers 316 av. J.-C., probablement à Memphis, et meurt vers 270 à Alexandrie. Elle est successivement l'épouse de Lysimaque, de son demi-frère Ptolémée Kéraunos et de son frère Ptolémée II, ce qui leur vaut l'épithète de Philadelphe (« Qui aime son frère / sa sœur »). Intrigante et habile, elle a joué un grand rôle politique.
Son apparence physique est connue grâce à des pièces de monnaie et à des sculptures la représentant, dont une tête en marbre conservée au musée du Louvre.

## Biographie

### Origine et éducation

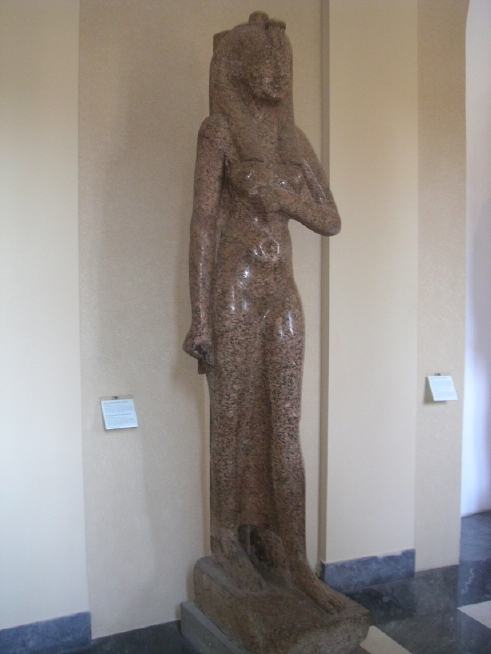
Statue colossale d'Arsinoé II provenant d'Héliopolis.

Arsinoé est probablement née à Memphis, ancienne capitale de la satrapie d'Égypte, ou à Alexandrie, la nouvelle capitale fondée par Alexandre le Grand. Son père Ptolémée Ier a été désigné satrape d'Égypte par les accords de Babylone qui suivent la mort d'Alexandre en 323 av. J.-C. Sa mère, Bérénice Ire, petite nièce d'Antipater, est venue à Memphis aux environs de 321. C'est une noble macédonienne envoyée comme dame de compagnie d'Eurydice, fille d'Antipater, qui est alors la deuxième épouse de Ptolémée. Il épouse ensuite Bérénice après avoir répudié Eurydice.
Arsinoé a reçu une éducation grecque. Diogène Laërce dit que Straton de Lampsaque a une correspondance avec elle. On peut émettre l'hypothèse que le philosophe et futur directeur du Lycée a été le tuteur d'Arsinoé, en sachant qu'il fut le précepteur de son frère Ptolémée II, selon Diogène Laërce. Par conséquent, la future reine a reçu une excellente éducation à la fois philosophique et littéraire. L'éducation reçue, bien que compréhensible dans le contexte de la cour hellénistique d'Alexandrie, où la culture grecque a été promue par de nombreux moyens, est tout à fait exceptionnelle pour une fille.

### Arsinoé reine de Thrace et de Macédoine

#### Mariage avec Lysimaque
En 299 av. J.-C., après la bataille d'Ipsos et afin de sceller l'alliance entre son père et Lysimaque, roi de Thrace depuis 304, Arsinoé épouse ce dernier tandis que sa demi-sœur Lysandra épouse le fils et héritier présomptif de Lysimaque, Agathocle, né d'un premier mariage. Il lui offre les villes d'Héraclée du Pont, de Théos, d'Amastris, de Cassandréia, et même Éphèse qui est refondée sous le nom d'Arsinoé. De cette union naissent trois fils, Ptolémée, Lysimaque et Philippe.
Malgré la différence d'âge (Arsinoé a environ 16 ans au moment du mariage, Lysimaque une soixantaine d'années), elle lui serait restée fidèle jusqu'à la fin, de sorte que Démétrios de Phalère la surnomme « sa Pénélope ». Athénée rapporte une anecdote selon laquelle le roi de Thrace aurait emprisonné jusqu'à la mort dans une cage l'un de ses officiers car il aurait dit qu'Arsinoé était « à vomir ».

#### Politique de la reine
La présence d'Arsinoé aux côtés de Lysimaque, devenu roi de Macédoine en 285 av. J.-C., n'est pas anecdotique. Un décret de Délos stipule en effet « roi Lysimaque » et « reine Arsinoé », témoignant que le roi a associé son épouse dans l'activité politique et dans la légitimité de sa dynastie. Par ailleurs, l'historien Memnon d'Héraclée témoigne que Lysimaque a donné à Arsinoé la ville d'Héraclée du Pont, probablement après la mort d'Amastris en 284. Selon les écrits d'Éraclea, la reine a aboli les privilèges obtenus précédemment par les citoyens et elle a nommé un gouverneur qui se comporte de manière tyrannique et despotique. Le géographe Strabon écrit qu'Arsinoé a calomnié Philétairos, le trésorier de Pergame, ce qui a provoqué une révolte de la cité contre lui. De ce témoignage, nous pouvons en déduire que la reine a exercé une certaine forme de contrôle, même dans ce domaine. En outre, Appien d'Alexandrie dit qu'Éphèse a été rebaptisé Arsinoea en référence à la reine, fait confirmé par des inscriptions et des monnaies. La reine est aussi au pouvoir dans cette ville. Justin dit qu'Arsinoé parle de Kassándra comme « sa » cité, témoignant que la reine, qui a choisi cet endroit pour sa retraite après la mort de Lysimaque, exerce aussi une certaine forme de contrôle direct.

#### Conspiration et mort d'Agathocle
En 284 av. J.-C., le royaume de Lysimaque est secoué par une crise familiale et dynastique : son fils Agathocle est emprisonné et tué car il a été accusé de vouloir usurper le trône, aidé par Séleucos Ier. Selon Justin, c'est Arsinoé qui a révélé à son mari que son fils est en train de comploter contre lui, tandis que Pausanias témoigne que la reine a poussé Lysimaque à tuer son fils afin d'éliminer l'héritier du trône et ouvrir la voie à ses enfants pour la succession. Le géographe insinue même qu'Arsinoé est alimentée par une rancune personnelle contre Agathocle, qui a précédemment rejeté sa tentative de séduction.
Agathocle, âgé de trente ans à l'époque et renommé pour avoir finalement vaincu Démétrios Ier, est probablement désireux d'être désigné à la succession de son père, alors âgé de presque 80 ans. Les autres Diadoques ont déjà proposé depuis un certain temps leurs héritiers : Antigone a associé au trône son fils Démétrios depuis 306, Séleucos a nommé co-régent son fils Antiochos et, enfin, Ptolémée Ier a fait de même avec son fils Ptolémée II en 285. Du fait d'être l’aîné, ainsi que de ses exploits militaires, Agathocle peut donc aspirer à l'accession au trône, sachant que les trois fils d'Arsinoé à cette époque n'ont respectivement que quatorze, douze et dix ans, tandis que le seul autre fils de roi, Alexandre, n'est très probablement pas prétendant car il est le fils de Macris, une princesse du royaume des Odryses, concubine du roi.

#### Mort de Lysimaque et évasion d’Éphèse
Après l'exécution d'Agathocle, Séleucos entre en guerre contre Lysimaque, et lors de la décisive bataille de Couroupédion (février 281 av. J.-C), le roi de Thrace meurt, les armes à la main. Séleucos devient pour un temps maître de l'Asie Mineure. Lorsque les nouvelles de la débâcle arrivent à Éphèse/Arsinoea, où à cette époque Arsinoé est la reine, la population a immédiatement pris parti pour les vainqueurs et ouvre les portes de la cité pour accueillir Séleucos. Polyen dit qu'Arsinoé comprend immédiatement le danger et conçoit un stratagème qui lui sauve la vie. La reine se confectionne une solide robe avec ses vêtements et sort du Palais royal sur une civière accompagnée d'une escorte armée, et, se déguisant avec des chiffons sales, elle atteint une sortie secondaire, et se dirige à pied vers le port. La femme de chambre de la reine est, quant à elle, retrouvée morte peu de temps après, poignardée par un soutien de Séleucos, tandis qu'Arsinoé parvient à monter à bord d'un navire pour se réfugier en Macédoine. Polyen ne mentionne pas les trois fils d'Arsinoé, on peut supposer qu'ils ne sont pas présents à ce moment-là.

#### Mariage avec Ptolémée Kéraunos et massacre de Cassandréia
Après sa fuite d’Éphèse, Arsinoé se retrouve avec ses trois enfants à Cassandréia, une importante cité macédonienne fondée par Cassandre en 316 av. J.-C. et initialement destinée à devenir la nouvelle capitale du royaume.
Son demi-frère Ptolémée Kéraunos assassine Séleucos Ier et parvient à se faire proclamer roi de Macédoine en 281 av. J.-C. Souhaitant légitimer sa couronne avec un mariage royal et surtout neutraliser les autres prétendants au trône qui voudraient épouser Arsinoé, il la persuade de devenir son épouse. Ptolémée de Telmessos, le fils aîné d'Arsinoé, essaye de convaincre sa mère de refuser mais celle-ci accepte le mariage, convaincue par des serments solennels. Pour légitimer le mariage, qui a probablement été célébré à Pella ou à Vergína, Ptolémée Kéraunos place la tiare sur le front d'Arsinoé face à l'armée déployée et la proclame « reine », fait unique dans l'histoire du royaume de Macédoine.
Probablement quelques semaines seulement après ce mariage, Ptolémée Kéraunos, à peine entré dans Cassandreia, fait tuer deux des fils qu'Arsinoé a eus avec Lysimaque : le jeune Lysimaque, âgé de seize ans, et Philippe, treize ans ; seul l'aîné, Ptolémée de Telmessos, échappe au massacre. Arsinoé est cependant épargnée par son demi-frère ; ils sont expulsés de la cité, dépouillés des insignes et accompagnés par deux servantes. Kéraunos n'a pas autorisé que les deux garçons soient enterrés, ce qui indique une attitude particulièrement vindicative envers elle, peut-être due au soutien de la reine à l'exécution d'Agathocle, ou alors à un ressentiment envers le frère d'Arsinoé, Ptolémée II. Arsinoé s'enfuit de nouveau et se retire à Samothrace avant de rejoindre à Alexandrie, en 279, son frère Ptolémée II.
Ptolémée Kéraunos est tué en combattant les Celtes en 279, laissant le royaume de Macédoine dans l'anarchie jusqu'à l'avènement d'Antigone II Gonatas.

### Reine d’Égypte

#### Mariage avecPtoléméeII

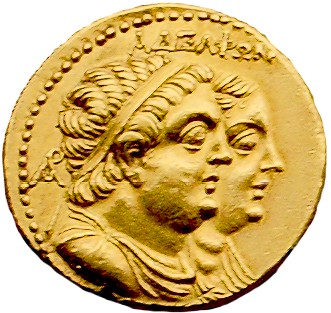
Pièce de monnaie représentant les profils de Ptolémée II et d'Arsinoé II. La pièce porte l'épithète Philadelphe, « Qui aime sa sœur ».

Arsinoé revient de Samothrace à Alexandrie probablement entre 279 et 276 av. J.-C. Peu après l'accession au trône de Ptolémée II, sa première épouse, Arsinoé Ire, est exilée à Kos ; elle est accusée de conspiration, tandis que les amis de la reine sont condamnés à mort. La seule source dont nous disposons au sujet de cet événement est le Scholia en Theocritum qui n'évoque pas une implication d'Arsinoé dans la répudiation de la première épouse de Ptolémée II. On peut supposer qu'Arsinoé soit arrivée en Égypte après l'exil d'Arsinoé Ire et qu'elle épouse son frère après la supposée conspiration.
Le mariage d'Arsinoé et de son frère se déroule en 275. Il est dérangeant pour les Grecs, mais il a été admis en Égypte grâce à l'intuition des dirigeants de l'associer au culte d'Isis et Osiris. Au cours de cette période, Arsinoé est représentée dans l'art figuratif en Isis, et Ptolémée en Osiris. Pour preuve de la réussite de ce mariage de la famille, cette tradition a été imitée par presque tous les rois de la dynastie lagide. Au moment du mariage avec son frère, Arsinoé a dépassé les 40 ans, tandis que Ptolémée est plus jeune d'environ sept ans. Pausanias témoigne que Ptolémée II est amoureux de sa sœur. Il l'a souvent associée dans des portraits de pièces de monnaie et des statues et lui a consacré plusieurs cités. Surtout, il ne s'est pas remarié après sa mort, même s'il lui a survécu vingt-cinq ans.
Mais il est également possible que le mariage ait été fait pour des raisons politiques : la dynastie lagide a été renforcée par le mariage entre frère et sœur pour dissuader les autres familles macédoniennes qui pouvaient aspirer au trône. En outre, contrairement à la polygamie de son père et des autres Diadoques, qui a conduit à diverses crises et luttes internes pour la succession, le mariage avec Arsinoé n'a entraîné aucune agitation. En ce sens, l'historienne Elisabeth Donnelly Carney appelle le mariage entre Ptolémée II et Arsinoé une « endogamie extrême » par opposition à la polygamie des autres souverains hellénistiques. Enfin, au cours de l'histoire dynastique, la répétition incessante du nom Ptolémée pour tous les souverains de l'Égypte est associée au fait que la reine soit presque toujours sa sœur, ce qui a donné l'image aux sujets égyptiens d'une monarchie solide et immuable dans le temps. L'épithète de Philadelphe (en grec ancien : Φιλάδελφος, littéralement « Celui qui aime sa sœur / son frère ») est attribuée à Ptolémée II et à Arsinoé ; elle idéalise leur mariage fraternel. De cette façon, la propagande ptolémaïque a une connotation de l'amour de la famille pour les deux monarques, contribuant à justifier ce type de mariage, puis à le diviniser.
Ptolémée et Arsinoé n'ont pas eu d'enfants, mais Arsinoé adopte les enfants de la précédente épouse (et homonyme) du roi : le futur souverain Ptolémée III, le deuxième fils de Ptolémée, et Bérénice Syra, la future épouse d'Antiochos II.

#### Participation à la politique
Comme à l'époque où elle est la reine de Thrace et de Macédoine, Arsinoé ne se limite pas à la vie de la cour, mais apparaît active dans la vie politique. La stèle de Pitom témoigne qu'Arsinoé accompagne son époux à Heroonpolis/Pithom, près de l'isthme de Suez situé sur les frontières occidentales du royaume, pour inspecter les troupes égyptiennes et leur donner du courage, alors qu'ils ont été vaincus au début de la première guerre syrienne contre Antiochos Ier. La guerre a été finalement remportée contre les Séleucides en 271 av. J.-C. Justin dit qu'Arsinoé, dans la courte période où elle est la reine aux côtés de Ptolémée Kéraunos, se montre à l'armée pendant que son époux place le diadème sur sa tête en lui donnant le titre de « reine ». En outre, le philologue Gabriella Longega souligne l'importance sur le plan international de la reine, soulignant qu'elle a été nommée reine dans une cité située sur la rivière Achéloos en Étolie, région alliée de Pyrrhus, et donc pas directement liée aux territoires ptolémaïques.
La preuve la plus importante de la participation à la politique étrangère et militaire d'Arsinoé est le décret athénien de Chrémonidès de 268/267, probablement publié peu après la mort de la reine. Dans ce document, il est rapporté qu'Arsinoé a activement participé à la préparation de l'alliance des Grecs contre Antigone II Gonatas. Dans ce décret, qui marque le début de la guerre chrémonidéenne, il est dit que « le roi Ptolémée, suite à la politique de son père et sa sœur, montre sa préoccupation pour la liberté des Grecs ». Cette phrase montre qu'Arsinoé a activement préparé le terrain, tant du point de vue politique que du point de vue diplomatique et financier, à la préparation de la rébellion grecque contre l'occupation macédonienne. Peut-être a-t-elle l'intention d'installer son fils Ptolémée de Telmessos sur le trône de Macédoine.
Le décret de Chrémonidès est particulièrement important car il est la première attestation historique, dans le monde classique, de la participation d'une femme à une activité dans la politique internationale. L'importance de ce décret laisse entrevoir l'interprétation selon laquelle la citation de la reine pourrait être un simple hommage au couple royal, dans l'espoir que la reine puisse influencer positivement les décisions de Ptolémée II.

#### Les victoires aux Jeux olympiques

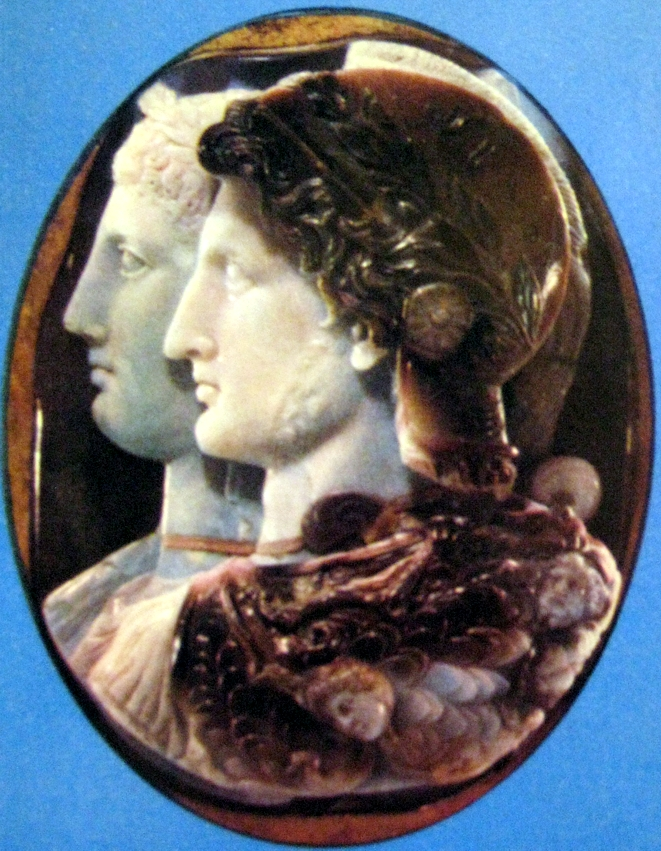
Camée de la Maison de Gonzague représentant Ptolémée II.

Une épigramme du poète Posidippe, inclus dans le papyrus de Milan découvert en 1992, célèbre trois victoires ptolémaïques aux Jeux olympiques, probablement en 272 av. J.-C. Les victoires sont dédicacées à la reine Arsinoé dont l'équipage a remporté trois courses de char, mais aucune autre source ancienne ne vient confirmer ce fait.
Les femmes ne pouvaient pas participer aux concours olympiques, que ce soit en tant que spectatrices ou en tant qu'athlètes, hormis à la course de chars en tant qu'auriges où, exceptionnellement, les femmes sont acceptées. D'autres notes rapportent que des femmes avant Arsinoé ont remporté les courses de chars olympiques : d'abord, la spartiate Cynisca, fille d'Archidamus II et sœur d'Agésilas II et d'Agis II, a été la première femme à remporter la course de chars avec quatre chevaux à deux reprises, en 396 et 392 av. J.-C. Par la suite, en 368, sa compatriote Eurileonide a remporté la course à pied avec le char avec deux chevaux. À l'époque hellénistique, Bérénice, la mère d'Arsinoé, remporte une course en 284 ; elle aurait été imitée par sa fille probablement dans l'édition des concours olympiques de 272 : la reine d’Égypte a remporté trois courses, deux avec quatre chevaux et une avec deux. Arsinoé a obtenu ainsi un grand prestige. Se consacrer aux compétitions sportives et à la préparation des chevaux et de l'équipage exigeait un engagement financier et organisationnel considérable.

#### La mort et le culte d'Arsinoé
La date de la mort d'Arsinoé n'est pas connue avec précision. Selon la « stèle de Mendes », qui attache à Arsinoé le titre rare de « Reine de la Haute et la Basse-Égypte », elle serait morte dans la quinzième année du règne de Ptolémée II, en 270 av. J.-C., tandis que la seconde « stèle de Pitom » dit que c'est dans la seizième année. Mc Kechnie spécule que la première se réfère à la quinzième année du règne de la mort de son père Ptolémée Ier et le début du règne de Ptolémée II (268), tandis que la seconde concerne la seizième année de l'association d'Arsinoé à son mari comme co-régente en 269 ; dans ce cas, la mort d'Arsinoé daterait de 268, la même année du décret de Chrémonidès.
L'iambe XVI de Callimaque, intitulé « Apothéose d'Arsinoé », est la seule preuve que nous avons sur les funérailles d'Arsinoé. Ce poème, dont les versets sont fragmentaires, témoigne que la reine n'a pas été embaumée et enterrée comme prescrit par la religion égyptienne, mais qu'elle a été brûlée sur un bûcher selon la pratique macédonienne.
Ptolémée a établi un culte de sa sœur qui a été appelée « déesse de l'amour fraternel » ; il lui a dédié un temple à Alexandrie et un autre à Memphis et a payé des prêtresses chargées des pratiques religieuses. À Memphis, en particulier, son culte a été associé à celui du dieu Ptah. Ptolémée II ne s'est pas remarié de manière à renforcer le culte de la reine. Il a fondé ou a changé le nom de plusieurs cités pour le nom de sa sœur-épouse, comme Arsinoé sur le golfe de Suez, Arsinoé en Cilicie et Crocodilopolis, aujourd'hui Fayoum, où son culte est lié à celui du crocodile.
Arsinoé figure également au panthéon des déesses grecques, associée au culte des Dioscures ; elle a également été associée au culte d'Aphrodite dans le temple de la déesse, appelée Zéfiritide à Canope. La diffusion de son culte est attestée dans plusieurs cités contrôlées par les Lagides, comme Famagouste à Chypre et Patara en Lycie qui ont pris, provisoirement, le nom d'Arsinoé. Plus prosaïquement, en imposant le culte d'Arsinoé dans les temples égyptiens, Ptolémée II parvient à prélever de nouveaux subsides versés directement dans le trésor royal, ceci sans révoltes de la part du clergé.

## Postérité
Arsinoé figure parmi les 1 038 femmes référencées dans l'œuvre d'art contemporain The Dinner Party (1979) de Judy Chicago. Son nom y est associé à Boadicée,.